# Cleora insolita
Cleora insolita là một loài bướm đêm trong họ Geometridae.